# Maurice Cantor
Pour les articles homonymes, voir Cantor.
Maurice Adolphe Georges Cantor,, (Le Havre, 1er décembre 1921 - Mont-Saint-Aignan, 23 juin 2016) est un religieux français, ancien prêtre catholique  qui a fondé une église dissidente, se disant « Paroisse sans frontières » dont le siège est l'église Sainte-Marie de Mont-Saint-Aignan en Seine-Maritime.

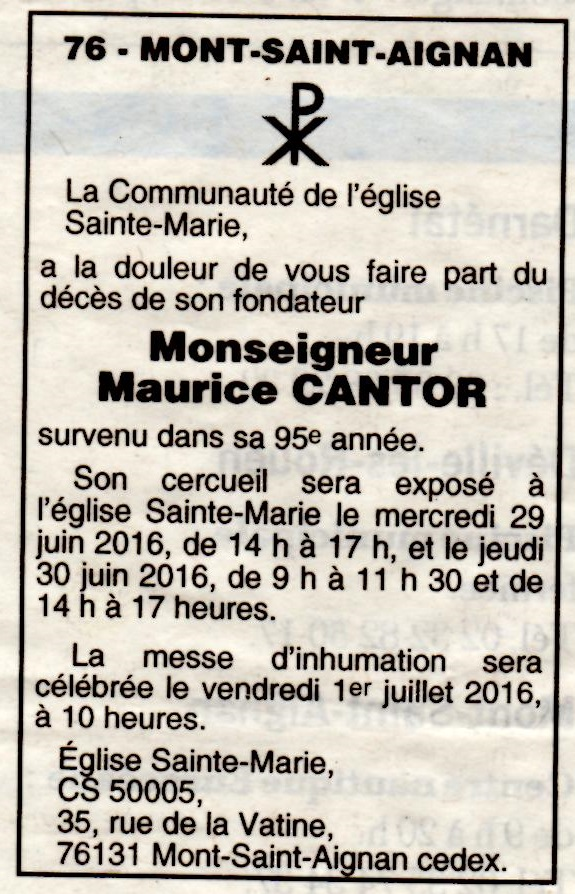
Annonce du décès de Maurice Cantor

## Biographie
Élevé dans la religion catholique romaine, il est entré comme moine à l'abbaye bénédictine de Saint-Wandrille en 1940, fut ordonné prêtre le 22 mai 1948 et demeura moine jusqu'en 1951. Puis il devint prêtre séculier pour l'archidiocèse de Rouen jusqu'en 1964.
Il quitta alors l'église catholique, à la suite des évolutions dues au concile Vatican II, pour fonder, à Mont-Saint-Aignan dans la banlieue rouennaise, l'Église Sainte-Marie ; dans sa lettre à l'archevêque de Rouen, {Joseph-Marie Martin, datée du 29 mai 1964, il affirmait : « Je désire fonder une communauté de tradition catholique ouverte à tous sans exclusion et fidèle à la messe catholique traditionnelle en latin. ». Cette fondation fut appuyée par des fidèles attachés au rite tridentin et aux marques de piété traditionnelles. Par ailleurs, se dégageant de la discipline catholique traditionnelle, elle introduisit des pratiques issues d'autres obédiences chrétiennes, telles que l'ordination d'hommes mariés ou l'accès au sacrement de l'eucharistie des divorcés remariés. Maurice Cantor et les prêtres qui le suivent sont excommuniés par le Saint-Siège dès 1964.
Dès la fondation de l'Église Sainte-Marie, Maurice Cantor s'est préoccupé d'obtenir une consécration épiscopale. 
Il parvint à l'obtenir plusieurs fois, cependant de la part d'évêques dont la validité pouvait, à certains titres, être contestée :
- une première fois le 30 mai 1964, de Irénée Poncelain d'Eschevannes, « patriarche » de l'Église gallicane, tradition apostolique de Gazinet, assisté de plusieurs évêques d’Églises séparées de Rome.
- une seconde fois, sub conditione[5], en 1965 par Gérard Grateau, un évêque mariavite,
- une troisième fois, toujours sub conditione, le 17 avril 1966, par un évêque de l'Église Catholique Gallicane, Louis Fournier,
- encore le 10 septembre 1966, par un évêque de la Catholic Apostolic Church and Catholicate of the West, Hugh George Willmott-Newman (en).
- enfin, le 7 juin 1970, par un évêque dont la succession apostolique ne pouvait être mise en cause par quiconque, puisqu'il s'agissait de Mario Cornejo, auparavant évêque auxiliaire de Lima (au Pérou), cependant démis de ses fonctions par le Vatican après qu'il se fût marié, et qui avait rejoint l'Église Sainte-Marie : consécration donc illicite.

Ce dernier a d'ailleurs consacré le 11 octobre  pour cette communauté deux autres évêques schismatiques : Roland Fleury  et Claude Ducrocq qu'il avait auparavant ordonnés prêtres en 1983 - ainsi que plus tard un autre évêque : Didier Ebran.
Maurice Cantor est mort le 23 juin 2016 à Mont-Saint-Aignan ; son cercueil a été exposé à l'église Sainte-Marie les 29 et 30 juin et la messe d'obsèques y a été célébrée le vendredi 1er juillet 2016.